# Ciberware
El ciberware es un campo relativamente nuevo y desconocido (una protociencia, o más adecuadamente una "prototecnología"). En los círculos de ciencia ficción, sin embargo, se conoce comúnmente como el hardware o las partes de la máquina implantadas en el cuerpo humano y que actúan como una interfaz entre el sistema nervioso central y las computadoras o la maquinaria conectada a él.
En términos formales,  es una tecnología que intenta crear una interfaz de trabajo entre las máquinas/computadoras y el sistema nervioso humano, incluido el cerebro. Los ejemplos de ciberware potencial cubren una amplia gama, pero la investigación actual tiende a abordar el campo desde uno de dos ángulos diferentes: interfaces o prótesis.

## Interfaz(Headware)

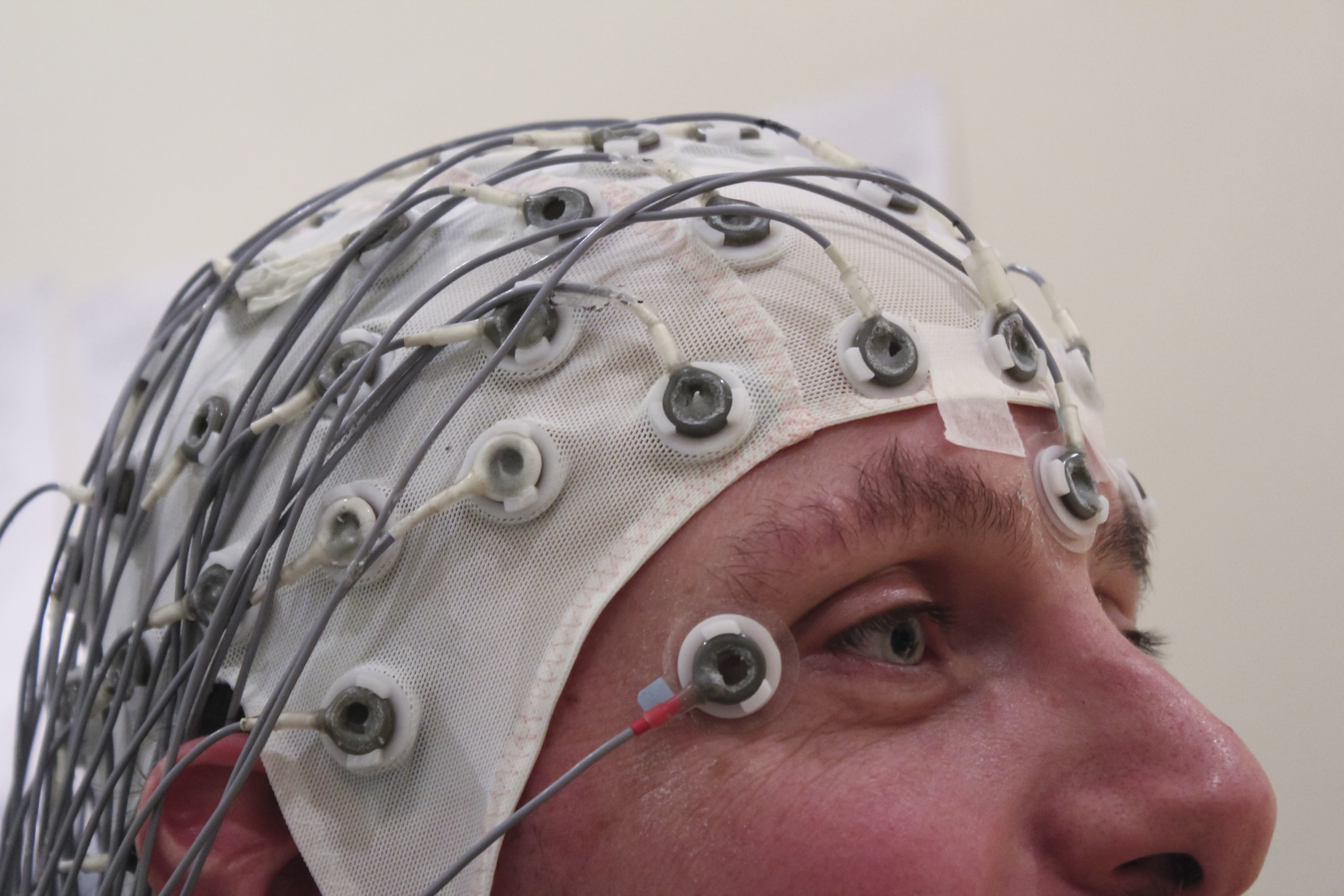
Ciberware tipo interfaz para poder conectar el cerebro humano con la computadora.

La primera variedad intenta conectarse directamente con el cerebro. El conector de datos es probablemente el más conocido, ya que ha aparecido en gran medida en obras de ficción (incluso en producciones convencionales como Johnny Mnemonic, la serie animada Exosquad y The Matrix). Es el objeto más difícil de implementar, pero también es el más importante en términos de interactuar directamente con la mente. En la ciencia ficción, el conector de datos es el puerto de E/S previsto para el cerebro. Su trabajo es traducir pensamientos en algo significativo para una computadora y traducir algo de una computadora en pensamientos significativos para los humanos. Una vez perfeccionado, permitiría la comunicación directa entre las computadoras y la mente humana.
Los grandes laboratorios universitarios realizan la mayoría de los experimentos realizados en el área de las interfaces neuronales directas. Por razones éticas, las pruebas generalmente se realizan en animales o en cortes de tejido cerebral de cerebros de donantes. La investigación principal se centra en el seguimiento de los impulsos eléctricos, el registro y la traducción de las diferentes señales eléctricas que transmite el cerebro. Varias compañías están trabajando en lo que es esencialmente un ratón o teclado "manos libres". Esta tecnología utiliza estas señales cerebrales para controlar las funciones de la computadora. Estas interfaces a veces se denominan interfaces cerebro-máquina (BMI).
Se está estudiando la investigación más intensa, relacionada con las interfaces completas en el cerebro, pero está en su infancia. Pocos pueden permitirse el enorme costo de tales empresas, y aquellos que pueden encontrar el trabajo lento y muy lejos de los objetivos finales. La investigación ha alcanzado el nivel en el que es posible un control limitado sobre una computadora usando solo comandos de pensamiento. Después de que le implantaran un chip Cyberkinetics de la firma con sede en Massachusetts llamado BrainGate, un hombre tetrapléjico pudo redactar y revisar el correo electrónico.

## Prótesis(Bodyware)

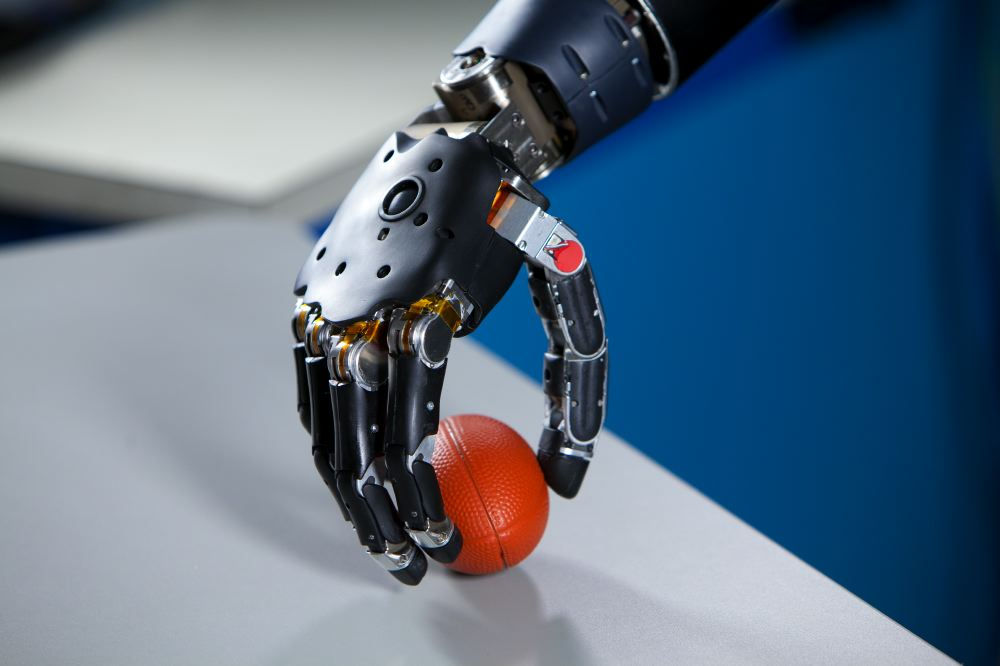
Las prótesis modernas ofrecen una funcionalidad y una apariencia natural mediante el ciberware.

La segunda variedad de ciberware consiste en una forma más moderna del antiguo campo de las prótesis. Las prótesis modernas intentan ofrecer una funcionalidad y una apariencia naturales. En el subcampo en el que se cruzan las prótesis y el ciberware, se han realizado experimentos en los que se conectan microprocesadores, capaces de controlar los movimientos de una extremidad artificial, a las terminaciones nerviosas cortadas del paciente. Luego se enseña al paciente a operar la prótesis, tratando de aprender a moverla como si fuera un miembro natural.
El cruce entre prótesis e interfaces son aquellos equipos que intentan reemplazar los sentidos perdidos. Uno de los primeros éxitos en este campo es el implante coclear. Un diminuto dispositivo insertado en el oído interno, reemplaza la funcionalidad de las células ciliadas dañadas o faltantes (las células que, cuando se estimulan, crean la sensación de sonido). Este dispositivo entra firmemente en el campo de las prótesis, pero también se están realizando experimentos para aprovechar el cerebro humano. Junto con un procesador de voz, esto podría ser un vínculo directo con los centros del habla del cerebro.